# 엘데르 포스티가
엘데흐 푸스티가(포르투갈어: Hélder Manuel Marques Postiga, 1982년 8월 2일, 포르투갈 비야두콘세 ~ )는 포르투갈의 옛 축구 선수로 포지션은 스트라이커였다.
2014년 FIFA 월드컵 유럽 지역 예선에서 북아일랜드 축구 국가대표팀, 이스라엘 축구 국가대표팀 등의 경기에서 각각 만회골을 넣어 모두 무승부로 만들었으며, 이로 인해 포르투갈 축구 국가대표팀을 지역예선 탈락 위기에서 구해냈다.

## 수상

### 클럽
FC 포르투
- UEFA 컵 : 2002–03
- 프리메이라리가 : 2002–03, 2005–06, 2006–07
- 타사 드 포르투갈 : 2002–03
- 포르투갈 슈퍼컵 : 2004
- 인터콘티넨털컵 : 2004

 스포르팅 CP
- 포르투갈 슈퍼컵 : 2008

 포르투갈
- UEFA 유럽 축구 선수권 대회 : 준우승 (2004), 4강 (2012)
- FIFA 월드컵 : 4위 (2006)